# Dalechampia convolvuloides
Dalechampia convolvuloides är en törelväxtart som beskrevs av Jean-Baptiste de Lamarck. Dalechampia convolvuloides ingår i släktet Dalechampia och familjen törelväxter. Inga underarter finns listade i Catalogue of Life.